# South Side Reunion
South Side Reunion — студійний альбом американського блюзового музиканта Мемфіса Сліма, випущений  у 1971 році лейблом Blue Star. Став першим випуском у серії «House of the Blues».

## Історія
Альбом був записаний у Франції (де Слім жив з 1961 року) у замку Шато д'Ерувіль, який належав композиторові Мішелю Маню. У записі взяв участь гурт чиказького блюзового музиканта Бадді Гая, який тоді був на розігріві The Rolling Stones під час їнхього турне по Європі у 1970 році. У записі взяли участь брат Бадді Гая Філ на ритм-гітарі, Джуніор Веллс на гармоніці, Ернест Джонсон на бас-гітарі, Рузвельт Шоу на барабанах, А. К. Рід і Джиммі Конлі на саксофоні.
На платівці 10 композицій, на двох з них Слім один грає блюз і бугі на клавесині. Інші 8 треків — це класичний чиказький блюз. Бадді Гай співає декілька пісень разом зі Слімом; Джуніор Веллс грає на треках «Good Time Charlie», «No» і «Help Me Some».

## Список композицій
1. «When Buddy Comes to Town» (Пітер Четмен) — 6:30
2. «How Long Blues» (Лерой Карр) — 3:12
3. «Good Time Charlie» (Пітер Четмен) — 3:09
4. «You Called Me at Last» (Пітер Четмен) — 7:35
5. «Ain't Nothing But a Texas Boogie on a Harpsichord» (Пітер Четмен) — 1:57
6. «You're the One» (Пітер Четмен) — 3:26
7. «No» (Пітер Четмен) — 5:34
8. «Help Me Some» (Пітер Четмен) — 4:11
9. «Roll and Tumble» (Мак-Кінлі Морганфілд) — 6:02
10. «Ain't Nothing But a New Orleans Boogie on That Same Harpsichord» (Пітер Четмен) — 0:49

## Учасники запису
- Мемфіс Слім — фортепіано, вокал
- Бадді Гай — гітара, вокал (1, 6)
- Джуніор Веллс — губна гармоніка (3, 7, 8)
- Філ Гай — ритм-гітара
- Ернест Джонсон — бас-гітара
- Рузвельт Шоу — ударні
- А. К. Рід — тенор-саксофон
- Джиммі Конлі — тенор- і альт-саксофон

Технічний персонал
- Філіпп Ро — продюсер
- Жорж Шкіантц — звукоінженер
- Жан Лагарріг — дизайн обкладинки
- Ален Маруані, Крістіан Роуз — фотографія обкладинки